# Notitia dignitatum
Notitia Dignitatum (slovensko: Seznam dostojanstvenikov) je uradni seznam antičnih rimskih civilnih in vojaških položajev na začetku 5. stoletja, ki je glavni vir podatkov o ureditvi državne uprave v poznem Rimskem cesarstvu. V Notitii so poleg naslovov uradnikov, na primer pretorijanskih prefektov, guvernerjev provinc  (vicarii) in vojaških komandantov (magistri militum, comites rei militaris in duces) navedeni tudi njihovi podrejeni uradniki in mesta njihovega službovanja. Notitia za Vzhodno cesarstvo je nastala v 390. letih, za Zahodno cesarstvo pa v 420. letih našega štetja. Natančna datuma nastanka nista poznana.
Ohranjenih je nekaj prepisov iz 15. in 16. stoletja in iluminirana inačica iz leta 1542. Vsi obstoječi prepisi tega poznoantičnega dokumenta izhajajo neposredno ali posredno iz Speyerskega kodeksa (Codex Spirensis), ki je nastal v obdobju od leta 860 do leta 920 in se je leta 1542 zagotovo še nahajal v knjižnici stolnice v Speyerju. Kodeks se je do leta 1672 izgubil in se do danes še ni našel. Vseboval je zbirko starih listin, od katerih je bila zadnja, najobširnejša in verjetno najpomembnejša Notitia, ki je obsegala 164 strani. Od štirih primarnih prepisov Speyerskega kodeksa je najpomembnejši prepis, ki je bil leta 1436  narejen za padovskga škofa Pietra Donata in ga hrani Bodleianova knjižnica v Oxfordu. Iluminiral ga je gotski slikar in iluminator Peronet Lamy. Grbi v kasnejših iluminiranih prepisih Notitiae so lahko samo kopije ali imitacije grbov iz izgubljenega Speyerskega kodeksa.

## Vsebina
Notitia za vsako polovico cesarstva našteva vse pomembne državne položaje oziroma službe. Pogosto navaja tudi njihove lokacije in celo njihove podrejene, razen najnižih. Državni uradniki so bili razdeljeni na
- dvorne uradnike, med katere ja spadala večina najvišjih uslužbencev, na primer pretorijanski prefekti,
- vikarije in provincijske guvernerje, razporejene po pretorijanskih prefekturah in diocezah, in
- vojaške poveljnike (magistri militum, comites rei militaris in duces) z njihovim polnimi naslovi in položaji njihovih vojaških enot.

## Razlaga
Notitia povzroča zgodovinarjem, ki preučujejo vojaško organizacijo Rimskega cesarstva, nekaj velikih težav:
- Notitia prikazuje organizacijo rimske armade ob koncu 4. stoletja, zato je njen razvoj od Principata do 4. stoletja zaradi pomanjkanja drugih virov v veliki meri špekulativen.
- Nastala je bila v dveh različnih časih. Del, ki se nanaša na Vzhodno cesarstvo, je približno iz leta 395 n. št.. Del, ki se nanaša na Zahodno cesarstvo, je domnevno mlajši in je nastal okoli leta 420. Poleg tega noben del verjetno ni posnetek trenutnega stanja, ampak vsebuje podatke, ki so stari do dvajset let. Vzhodni del verjetno vsebuje podatke od leta 379, ko je začel vladati Teodozij I.. Zahodni del vsebuje podatke verjetno od leta 400 dalje. Opisi enot, ki so bile razporejene v Britaniji, so prav gotovo nastali pred letom 410, ko so se rimske enote umaknile z otoka. Posledica takšnih opisov je podvajanje podatkov, saj je ista enota pogosto razporejena v različnih poveljstvih. Nemogoče je z gotovostjo dognati, ali so bili oddelki iste enote istočasno na različnih krajih ali pa je bila na teh krajih cela enota v različnih časih. Izgleda tudi, da so nekatere enote obstajale samo na papirju ali pa so imele narejeno samo organizacijsko shemo.[3]
- V besedilu je mnogo manjkajočih odstavkov in vrzeli v odstavkih. Napake so nedvomno posledica kopičenja izgub besedila in napak pri prepisovanju prepisov, ki so se nabrale v nekaj stoletjih, saj je najstarejši ohranjeni rokopis nastal v 15. stoletju. Notitia zato ne more vsebovati verodostojnega seznama vseh obstoječih enot.
- Notitia ne vsebuje nobenih številčnih podatkov,  zato se iz nje ne da ugotoviti velikosti posameznih enot. Številčni podatki so tudi v drugih virih zelo skopi, zato je nemogoče ugotoviti tudi celoten obseg rimske armade. V poznem 4. stoletju, ko je imela armada podoben obseg kot v 2. stoletju,  bi v svojem največjem številu lahko imela več kot 400.000 vojakov,[4] lahko pa tudi mnogo manj. Vojaške sile, ki so bile razporejene na primer v Britaniji, bi lahko štele samo 18.000 mož v primerjavi s približno 55.000 možmi, ki so jih imele v 2. stoletju.[5]

## Iluminacije
Notitia Dignitatum vsebuje najstarejšo znano upodobitev znaka, ki je kasneje postal znan kot taoistični simbol jin in jang. Pehotni enoti armigeri defensores seniores (ščitonosci) in Mauri Osismiaci so imeli na ščitih podobo, ki je ustrezala dinamični različici simbola, obrnjeni v smeri urnega kazalca Emblem pehotnega polka Thebaei iz Zahodnega cesarstva je imel na ščitih vzorec koncentričnih krogov, ki je primerljiv s statično inačico simbola. Rimska vzorca sta torej skoraj sedemsto let starejša od njune najstarejše taoistične inačice.